# Rivula auripalpis
Rivula auripalpis är en fjärilsart som beskrevs av Butler 1839. Rivula auripalpis ingår i släktet Rivula och familjen nattflyn. Inga underarter finns listade.